# Arrephorion
L'Arrephorion (Αρρηφόριον) o Arreforio o Casa delle arrefore era un piccolo edificio situato nella parte settentrionale dell'Acropoli di Atene, a fianco del muro di Pericle. La sua costruzione è datata al 470 a.C. Venne identificato nel 1920 dall'architetto tedesco Wilhelm Dörpfeld.
L'edificio forniva gli alloggi per le arrefore (arrephorae), quattro fanciulle, tra i sette e gli undici anni, ogni anno scelte tra le famiglie più distinte dall'Arconte Re. Delle quattro fanciulle, due lavoravano per un intero anno appena sotto l'acropoli per tessere il nuovo peplo per le processioni panatenaiche. Questi abiti erano portati in processione alla statua di Atena nel tempio antico, e in seguito alla distruzione di questo nell'Eretteo. Le altre due arrefore avevano il compito di portare i misteriosi vasi sacri della dea. Le Arreforie erano festività che si tenevano ad Atene nel mese di Sciroforione (giugno-luglio).
A pianta quadrata di 12 m per lato, l'Arrephorion era costituito da un unico vano di 8,50 x 4,50 metri, con un portico di 4 m di lunghezza, un cortile con una uscita posteriore da una scala che lo collegava con il tempio di Afrodite nella parte inferiore della rocca dell'Acropoli attraverso alcuni passaggi sotterranei. Al centro del suo lato lungo dava accesso su una stoà di 4 m di larghezza.